# Белча (Ботошани)
Белча (рум. Belcea) насеље је у Румунији у округу Ботошани у општини Леорда. Oпштина се налази на надморској висини од 177 m.

## Становништво
Према подацима из 2002. године у насељу је живело 34 становника, од којих су сви румунске националности.